# Vi tacka dig, o Fader kär
Vi tacka dig, o Fader kär är en svensk psalm med tre verser skriven 1876 av Olga Kullgren. Musiken är komponerade före 1867 av Charles Henry Purday.

## Publicerad i
- Svenska Missionsförbundets sångbok (1951) nr 703, under rubriken "Dagar och tider - Sommar".[1]

### Fotnoter
1. 1 2   Sånger och psalmer musik och text : för enskilt och offentligt bruk. Stockholm: Missionsförb. 1951. Libris 3387612